# Neurologický symptom
Jako neurologický symptom se označují jakékoliv symptomy způsobené neurologickým stavem. Objevují se, když jsou narušeny normální procesy mozku a nervů. Některé z nich jsou mírné, jako například drobné bolesti hlavy či závratě. Symptomy však mohou být více vážné a mohou se projevovat jako migrény nebo opakované mdloby. Mezi neurologické symptomy patří například ztráta schopnosti mluvit (afázie), obtížné polykání (dysfagie) a ztráta pohybových dovedností (ataxie).